# Движение социальной идеи
Движение социальной идеи (итал. Movimento Idea Sociale; MIS) — итальянская ультраправая партия. Основана в 2004 году идеологом неофашизма Пино Раути.

## Предыстория
Длительное время Пино Раути возглавлял радикальную фракцию неофашистской партии Итальянское социальное движение (MSI). Он являлся ведущим идеологом и крупным стратегом итальянского неофашизма. Привлекался к ответственности по обвинениям в терактах эпохи Свинцовых семидесятых.
В 1990—1993 Раути занимал пост национального секретаря MSI. Однако период его руководства не был отмечен политическими успехами. Кардинальное изменение ситуации в Италии и в мире объективно вело к падению влияния ультраправых. Раути подал в отставку, уступив лидерство более умеренному и прагматичному Джанфранко Фини.
После того, как в 1995 Фини преобразовал неофашистское MSI в консервативный Национальный альянс, Раути вышел из партии и основал Fiamma Tricolore. Но идеологический догматизм и здесь не способствовал политической эффективности. В начале 2004 группа активистов во главе с Люкой Романьоли добилась отстранения Раути от партийного руководства. Пино Раути вынужден был покинуть созданную им организацию.
Ранее, в декабре 2003, в преддверии выборов в Европарламент, Раути предполагал примкнуть к коалиции Социальная альтернатива во главе с Алессандрой Муссолини. Однако уже в январе 2004 отказался становиться «такси в Европу» для внучки дуче, подменявшей реальное дело «римскими салютами».

## Выборы и коалиции
7 мая 2004 Раути с группой приверженцев учредил Movimento Idea Sociale (MIS) — Движение социальной идеи. Идейной платформой партии стала ультраправая антикоммунистическая и антикапиталистическая доктрина Ordine Nuovo — разновидность фашистского Третьего пути — сформулированная Раути в основных чертах ещё в 1950-х.
Среди руководителей MIS были видные деятели Fiamma Tricolore — заместитель национального секретаря Фабрицио Таранто, лидер молодёжной организации Винченцо Галицциа, сенатор Луиджи Карузо. Ближайшим же единомышленником и соратником Раути по партийному руководству являлся Рафаэлле Бруно.
Новая партия Раути уступала по численности и влиянию даже Fiamma Tricolore. На выборах MIS получало менее 0,1 %, ни один его представитель не избирался в представительные органы какого-либо уровня. К выборам 2006 секретарь MIS Джузеппе Инкардона вновь инициировал сближение с коалицией «Социальная альтернатива». Однако Пино Раути неожиданно сориентировался на союз Домом свобод Сильвио Берлускони (что было нехарактерно для его идеологически мотивированной изоляционистской позиции). Но этот план не удалось реализовать: партия Берлускони не приняла предложенные MIS кандидатуры, посчитав их «непрезентабельными». MIS выступало на выборах самостоятельно, получив около 0,01 %. После этой неудачи Таранто и Галицциа покинули партию.
В марте 2007 MIS заключило договор об избирательном союзе (Patto d’Azione — Пакт действий) с «Социальным действием» (AS) Алессандры Муссолини, «Новой силой» (FN) Роберто Фиоре и организацией Volontari Nazionali («Национальные добровольцы», структура, происходящая из силовых подразделений Итальянского социального движения). Через некоторое время к пакту присоединился Социальный национальный фронт (FSN) Адриано Тильгера. Однако проект Patto d’Azione не получил развития, поскольку Алессандра Муссолини сделала выбор в пользу союза с Берлускони и вступила в его партию.
В 2008 Движение социальной идеи выступало на выборах взаимодействовало с «Новой силой» Фиоре. Однако коалиционное сотрудничество было не вполне эффективным из-за противоречий с Fiamma Tricolore, также блокировавшейся с FN. На выборах мэра Рима Пино Раути поддержал кандидатуру своего зятя Джованни Алеманно, который был избран мэром Рима от партии Берлускони.

## Путём Раути
После кончины Пино Раути 2 ноября 2012 партийное лидерство перешло к неаполитанцу Рафаэлле Бруно.

Пино Раути незаменим. Я всего лишь скромный боец, верный ему до конца. Моя цель — идти путём Раути.

Рафаэлле Бруно

Уход основателя сильно подорвал позиции MIS, которые и прежде не были сильны. На парламентских выборах 2013 партия получила по всей стране лишь 3178 голосов в палату депутатов и 2717 в сенат.
Периодически проводятся уличные акции — например, апрельская 2014 демонстрация протеста под социальными лозунгами у здания парламента. Рафаэлле Бруно интенсивно объезжает регионы для проведения партийных мероприятий. Выступает с активной социал-популистской пропагандой, напоминающей Futura Line — «левый фашизм» Пино Раути 1970-х. Основные мишени энергичной критики MSI — социально-экономическая политика властей, политические манипуляции чиновников и депутатов, привилегии истеблишмента. (В то же время традиционалистские или антииммигрантские мотивы — характерные, например, для партии Роберто Фиоре — держатся на втором плане.)

Бедность растёт, уровень безработицы среди молодежи достиг 70 % в регионах Юга. Настало время действовать! Мы готовим серию инициатив, которые из Неаполя и Кампании распространятся во всех регионах Италии. Мы поднимем борьбу против Ренци, против налогов, против правительства социального отчаяния, против однопартийной диктатуры правоцентристов и левоцентристов, повышающих налоги и голосующих за свои привилегии. Мы стремимся возглавить народное восстание против безработицы и налоговой нагрузки, мешающей труду и развитию. Помогите нам защитить вас!

Рафаэлле Бруно

Движение социальной идеи не смогло консолидировать ультраправые силы Италии. Однако оно в большей степени, чем другие партии этой части спектра, сохраняет традиционную идеологию и эстетику итальянского неофашизма XX века. В этом отношении с MIS сопоставимы лишь структуры, происходящие от Национального авангарда.

## Символика
Эмблема партии — белый контур Апеннинского полуострова в итальянском триколоре формы пламени с аббревиатурой MIS (целенаправленно вызывающей ассоциации с MSI).